# Brian Schatz
Brian Emanuel Schatz (Ann Arbor , 20 oktober 1972) is een Amerikaanse politicus die sinds 27 december 2012 de junior Senator voor Hawaï is. Voorheen was hij luitenant-gouverneur van diezelfde staat (2010-2012).